# Часовоярский огнеупорный комбинат
Часовоярский огнеупорный комбинат — промышленное предприятие в городе Часов Яр Донецкой области Украины.

## История
Добыча огнеупорных глин началась с момента основания поселения в 1880-е годы. В 1887 году здесь начал работу первый завод по производству огнеупоров, в 1889 и 1892 — ещё два завода.

### 1918—1991
После окончания гражданской войны заводы были восстановлены, в 1925—1927 годы для обеспечения их деятельности здесь было построено высокомеханизированное предприятие по добыче огнеупорных глин.
В ходе индустриализации СССР в 1929—1931 годы была проведена детальная разведка находящегося в районе города Часовоярского месторождения огнеупорных глин, в 1934 году началась его промышленная разработка. Одновременно, в 1930—1934 гг. здесь был построен специализированный завод шамотных изделий имени Серго Орджоникидзе, на котором в 1939 году впервые в СССР начали выпуск хромомагнезитовых изделий.
Во время Великой Отечественной войны в связи с приближением к городу линии фронта в октябре 1941 года оборудование предприятий было эвакуировано на Урал. С 21 октября 1941 до 5 сентября 1943 года продолжалась немецкая оккупация города (в условиях оккупации здесь действовали советские подпольщики), но за время оккупации гитлеровцам так и не удалось наладить здесь выпуск огнеупоров. При отступлении гитлеровцы разрушили город (общие убытки составили 90 млн рублей). Первый выпуск огнеупоров состоялся уже 2 февраля 1944 года, в дальнейшем город и предприятия были полностью восстановлены.
В 1950 году огнеупорные заводы были объединены в Часовоярский завод огнеупорных изделий им. Серго Орджоникидзе.
В 1959 году Часовоярский завод огнеупорных изделий им. Серго Орджоникидзе и Часовоярское рудоуправление по добыче огнеупорных глин и формовочного песка были объединены в одно предприятие — Часовоярский огнеупорный комбинат.
К началу 1970-х годов общая численность рабочих комбината составляла 7 тысяч человек, ежегодное производство огнеупоров — около 1 млн тонн, формовых песков — 1,2 млн тонн, огнеупорных глин — 1,3 млн тонн. К этому времени за трудовые достижения 1291 работник предприятия был награждён орденами и медалями СССР (из них 29 человек — орденом Ленина, а машинист экскаватора рудника формовых песков И. В. Белоусов стал Героем Социалистического Труда).
В 1983 году комбинат выпускал огнеупорные изделия 24 видов, в составе предприятия действовали шесть основных цехов по производству огнеупоров, четыре рудника по добыче огнеупорных глин, один рудник по добыче формовочного песка и ряд вспомогательных цехов.
В целом, в советское время комбинат и обеспечивающее его деятельность рудоуправление были крупнейшими предприятиями города, на балансе комбината находились многие объекты социальной инфраструктуры.

### После 1991
После провозглашения независимости Украины, в 1993 году государственное предприятие было преобразовано в открытое акционерное общество.
В мае 1995 года Кабинет министров Украины утвердил решение о приватизации комбината.
В августе 1997 года комбинат был включён в перечень предприятий, имеющих стратегическое значение для экономики и безопасности Украины.
В ноябре 1999 года арбитражный суд Донецкой области возбудил дело о банкротстве завода, но в дальнейшем положение предприятия стабилизировалось.
2007 год комбинат закончил с чистой прибылью 14,325 млн. гривен, но начавшийся в 2008 году экономический кризис осложнил положение предприятия.
2009 год комбинат завершил с чистым убытком в размере 5,183 млн гривен, но в дальнейшем ситуация стабилизировалась и 2010 год комбинат закончил с чистой прибылью 10,955 млн гривен.
В 2012 году на Украину было ввезено 57,9 тыс. т огнеупоров, и с начала 2013 года имела место тенденция к увеличению их импорта. В результате, в сентябре 2013 года Часовоярский огнеупорный комбинат обратился в министерство промышленной политики, Антимонопольный комитет Украины и объединение предприятий «Металлургпром» с просьбой рассмотреть возможность введения таможенной пошлины на импортные огнеупорные изделия.